# Горненське сільське поселення (Солнечний район)
Го́рненське сільське поселення (рос. Горненское сельское поселение) — сільське поселення у складі Солнечного району Хабаровського краю Росії.
Адміністративний центр та єдиний населений пункт — селище Горний.

## Історія
До 2018 року сільське поселення мало статус міського, так як селище Горний мало статус селища міського типу.

## Населення
Населення сільського поселення становить 1359 осіб (2019; 1523 у 2010, 1674 у 2002).